# راجر اف تاملینسون
راجر تاملینسون (به انگلیسی: Roger F. Tomlinson) پدر علم GIS است او یکی از اندیشمندان اصلی توسعه سیستم‌های اطلاعات جغرافیایی بود.
این جغرافیدان انگلیسی الاصل، کار خود را از اوایل دهه ۱۹۶۰ آغاز کرد و چهره جغرافیا را به عنوان یک رشته تغییر داد. وی توانست بالاترین لوح افتخار کشور کانادا را از آن خود کند. دولتها و دانشمندان سراسر دنیا به کمک وی توانستند درک بهتری از محیط و تغییر الگوهای کاربری زمین پیدا کرده، توسعه شهری و استفاده از منابع طبیعی را بهتر مدیریت کنند.
راجر تاملینسون در سال ۱۹۳۳ در انگلستان به دنیا آمد. وی در سال ۱۹۵۳ به کشور کانادا رفت. نخستین فعالیت وی در زمینه GIS راه را برای استفاده گسترده و در حال رشد فناوری‌های تهیه نقشه و اطلاعات مکانی در سازمان‌های دولتی، هموار کرد. وی در مصاحبه‌ای در خصوص شروع کار خود چنین گفته بود: «در ابتدا GIS، علمی مهجور بود. هیچ‌کس نمی‌دانست معنی GIS چیست. مأموریت من در این رشته بسیار سخت و طاقت فرسا بود.»
آقای تاملینسون، طی سالهای کاری خود موفق به دریافت جوایز متعددی در زمینهٔ GIS شد؛ که از آن جمله می‌توان به مدال انجمن جغرافیدانان آمریکایی جیمز آر اندرسون (James R. Anderson)، در سال ۱۹۹۵ در خصوص جغرافیای کاربردی، جایزه روبرت تی انجینبروگ (Robert t. Anageenbrug) در سال ۱۹۹۵، جایزه Lifetime Achievement, ESRI در سال ۱۹۹۷، و مدال National Geographic Bell به همراه جک دنجرموند (Jack Dangermond) در سال ۲۰۱۰، اشاره کرد.
کتاب وی " تفکر درباره ی GIS" که در مورد برنامه‌ریزی سیستم‌های اطلاعات جغرافیایی برای مدیران است، در واقع راهنمایی است برای مدیران ارشد که مسئولیت طیف وسیعی از فعالیتها را در سازمانها به عهده دارند و همچنین مدیران فنی که اجرای واقعی GIS به عهدهٔ آنان می‌باشد. ویرایش چهارم این کتاب پرطرفدار، در سال ۲۰۱۱ به طبع رسید.